# Hodgkins
Hodgkins és una vila dels Estats Units a l'estat d'Illinois. Segons el cens del 2000 tenia 2.134 habitants.

## Demografia
Segons el cens del 2000, Hodgkins tenia 2.134 habitants, 841 habitatges, i 470 famílies. La densitat de població era de 320,6 habitants/km².
Dels 841 habitatges en un 24,4% hi vivien nens de menys de 18 anys, en un 39,8% hi vivien parelles casades, en un 8,9% dones solteres, i en un 44,1% no eren unitats familiars. En el 36,7% dels habitatges hi vivien persones soles el 17,1% de les quals corresponia a persones de 65 anys o més que vivien soles. El nombre mitjà de persones vivint en cada habitatge era de 2,54 i el nombre mitjà de persones que vivien en cada família era de 3,41.
Per edats la població es repartia de la següent manera: un 23,9% tenia menys de 18 anys, un 12,1% entre 18 i 24, un 28,6% entre 25 i 44, un 20,7% de 45 a 60 i un 14,8% 65 anys o més.
L'edat mediana era de 35 anys. Per cada 100 dones de 18 o més anys hi havia 124,4 homes.
La renda mediana per habitatge era de 36.090 $ i la renda mediana per família de 42.313 $. Els homes tenien una renda mediana de 32.031 $ mentre que les dones 26.683 $. La renda per capita de la població era de 17.920 $. Aproximadament l'11,4% de les famílies i el 15,5% de la població estaven per davall del llindar de pobresa.

## Poblacions properes
El següent diagrama mostra les poblacions més properes.